# مثالية ألمانية
المثالية الألمانية حركة فلسفية ظهرت في نهاية القرن الثامن عشر وبداية القرن التاسع عشر، انبثقت كردة فعل لعمل إيمانويل كانت «نقد العقل الخالص»، وربطت بكل من الرومانتيكية والسياسة الثورية لعصر التنوير الأوروبي. تعتمد الحركة على مفهوم «المثالية» والذي يجزم بأن خواص الأشياء تعتمد على مظهرها للعقل وليست ملكات من أصل الشيء موجودة خارج إدراكنا لها. وتختلف مثالية كانت عن المثالية التقليدية بأنها لا تنفي المادّية تمامًا ولا تشترط الإدراك للوجود، وإنما تربط ماهية الشيء بإدراكه. تعتبر الحركة من الأهم في ألمانيا في القرنين الثامن والتاسع عشر، ومن أكبر مفكّريها يوهان غوتليب فيشته وجورج فيلهلم فريدريش هيغل.

## الخلفية
بشكل العام، المثالية هي النظرية أن الحقيقة تنبع من الأفكار وأنه لا شيء قابل للمعرفة إلا انطلاقًا من الفكر، وأنه لا يمكن التيقّن من وجود أي شيء مادّي خارج عالم الفكر. قد يعود مفهوم المثالية إلى زمن أفلاطون الذي جزم بأن معرفتنا لأي شيء مادّي هي عبر ربطه بصورة مثالية له في عالم مجرّد أسماه عالم المثل، توجد فيه الأشياء بصورتها الكاملة المثالية. وقد تكون المثاليّة بلغت ذروتها بنظرية جورج بيركلي للمثالية الموضوعية في بداية القرن الثامن عشر، والتي تجزم بأنه لا وجود لشيء خارج العقل، وأن ما لا يدرك فهو عدم، أي أن شجرة في غابة تخرج من الوجود ما دام ليس هناك من يدركها. لم يقتنع كانط بمثاليّة بيركلي، وفي ثمانينات القرن الثامن عشر سعى لتكوين نظريته الخاصّة والتي تسدّ الفجوة بين المدرستين الفلسفيتين الأساسيتين في القرن، العقلانية (والتي تنصّ بأن المعرفة تُبلغ فقط عبر العقل، بديهيًا) والتجريبية (والتي تنصّ بأن المعرفة تُبلغ فقط عبر الحواسّ، استدلالًا). أدّى اجتهاد كانْط إلى نظريته المثالية السامية (أو المتعالية) والتي يدّعي فيها أن المعرفة تفوق عالم الأفكار (كما يدّعي بيركلي)، استنتج كانط أنه لا يمكننا معرفة أي شيء عن الأشياء كما هي في حد ذاتها، وقال أن “The ding an sich” الشيء في حد ذاته “يساوي X”. يمكننا فقط معرفة العالم المدرك بالحواس، عالم المظاهر؛ ولا يمكننا أن نعرف شيئًا عن العالم المتسامي وراء المظاهر. بأننا على الأقل نعرف إمكانية وجود أشياء «في ذاتها» (ما يسمّيه كانت ال«نومينون»)، والتي هي حقيقية تجريبيًا وبشكل سامٍٍ، حتى إن لم تكن معرفتها مباشرةً. الظواهر التي نحسّها ونعتقد بمعرفتها هي مجرّد ما تظهر لنا عليه وليست بالضرورة حقيقية.

## المنظّرون

### كانط
تتألف المثالية المتعالية لإيمانويل كانط من اتخاذ وجهة نظر خارج الذات وفوقها (بشكل متعالي) وإدراك أن العقل لا يعرف بشكل مباشر سوى الظواهر أو الأفكار. كل ما هو موجود بخلاف الظواهر العقلية، أو الأفكار التي تظهر للعقل، هو جوهر الشيء ولا يمكن معرفته بشكل مباشر وفوري.
انتقد كانط العقل الخالص. أراد أن يقتصر المنطق والحكم والتحدث فقط على الأشياء ذات الخبرة الممكنة. عارض المثاليون الألمان الرئيسيون، الذين كانوا طلابًا في علم اللاهوت، حدود كانط الصارمة. «أدى انتقاد كانط لجميع المحاولات لإثبات وجود الله إلى رد الفعل الرومانسي لفيشتي وشيلينغ وهيغل». «لم يشرع كانط بتحطيم براهين وجود الله فحسب، إنما أيضًا تحطيم أسس الميتافيزيقيا المسيحية، ثم يعود و(يسلّم) بالإله وخلود الروح ويمهد الطريق لفيشته والمثالية».

### ياكوبي
في عام 1787، تناول فريدريش هاينريش ياكوبي، في كتابه عن الإيمان، أو المثالية والواقعية، مفهوم كانط عن «جوهر الشيء». اتفق ياكوبي على أن جوهر الشيء الموضوعي لا يمكن أن يعرف بشكل مباشر، ومع ذلك، قال أنه يجب اعتباره على أساس الإيمان. يجب أن تؤمن الذات أن هناك كائنًا حقيقيًا في العالم الخارجي مرتبط بالتمثيل أو الفكرة العقلية المعروفة بشكل مباشر. هذا الاعتقاد هو نتيجة الوحي أو ما هو معروف مباشرةً، إنما غير مثبت من الناحية المنطقية. الوجود الحقيقي لجوهر الشيء يُكشف أو يُفصح عنه لغرض المراقبة. بهذه الطريقة، فإن الذات تعرف بشكل مباشر التصورات المثالية والذاتية التي تنشأ في العقل، وتؤمن بقوة بجوهر الشيء الواقعي الموضوعي الموجود خارج إطار العقل. من خلال تقديم العالم الخارجي كشيء إيماني، شرّع ياكوبي الإيمان. «... باختزال العالم الخارجي إلى مسألة إيمان، أراد فقط أن يفتح بابًا صغيرًا للإيمان بشكل عام ...»

### رينولد
نشر كارل يونارد رينولد مجلدين من مؤلفه «رسائل في الفلسفة الكانطية» في عامي 1790 و 1792. قدم شرحًا واضحًا لأفكار كانط التي تعذر الوصول إليها سابقًا بسبب استخدام كانط للغة معقدة أو تقنية.
حاول رينولد أيضًا إثبات تأكيد كانط على أن البشر والحيوانات الأخرى يمكنهم فقط معرفة الصور التي تظهر في عقولهم، وليس «جوهر الأشياء» (الأشياء التي ليست مجرد تمثيلات في العقل). لإرساء إثباته، ذكر رينولد مسلّمة غير قابلة للشك. من هذه المسلّمة، يمكن استخلاص كامل معرفة الوعي . نصّت مسلّمته: «يُفرق التمثيل في الوعي من قِبل الذات عن الذات والشيء، ويعود على الاثنين على حد سواء».
وهكذا لم يبدأ من التعريفات، إنما من مبدأ يشير إلى الصور الذهنية أو التمثيلات في العقل الواعي. وبهذه الطريقة، حلل المعرفة إلى (1) الذات العارفة، أو المراقب و(2) والشيء المعروف و(3) الصورة أو التمثيل في عقل الذات. من أجل فهم المثالية المتعالية، من الضروري التفكير بعمق كافٍ لتمييز التجربة على أنها تتكون من هذه المكونات الثلاثة: الذات، وتمثيل الذات للشيء، والشيء.

### شولز
لاحظ كانط أن الفكرة أو التمثيل العقلي يجب أن يكون تمثيلًا لشيء ما، واستخلص أنه شيء خارجي عن العقل. أعطى اسم جوهر الشيء «بالألمانية: Ding an sich» إلى ما يتم تمثيله. ومع ذلك، كتب جوزيف إرنست شولز، باسم مجهول، أن قانون السبب والنتيجة ينطبق فقط على الظواهر داخل العقل، وليس على تلك الظواهر أو جواهر الأشياء خارج العقل. وهذا يعني أن جوهر الشيء لا يمكن أن يكون سببًا لفكرة أو صورة لشيء ما داخل العقل. بهذه الطريقة، أفقد مصداقية فلسفة كانط مستخدمًا منطق كانط الخاص لدحض وجود جوهر الشيء.

### فيشته
بعد أن انتقد شولز بشدة فكرة وجود جوهر الشيء، أنتج يوهان غوتليب فيشته فلسفة مشابهة لفلسفة كانط، إنما بدون وجود جوهر الشيء. أكد فيتشه أن تمثيلاتنا أو أفكارنا أو صورنا الذهنية هي مجرد إنتاجات الأنا أو الذات العارفة. بالنسبة له، لا يوجد جوهر شيء خارجي قادر على إنتاج الأفكار. على العكس من ذلك، فإن الذات العارفة، أو الأنا، هي سبب الشيء الخارجي، أو الشيء، أو اللاأنا (نقيض الأنا).
كان أسلوب فيشته عبارة عن مبالغة عسيرة لكتابة كانط الصعبة أصلًا. أيضًا، ادعى فيشته أن حقائقه كانت واضحة للحدس الفكري وغير الإدراكي. أي أن الحقيقة يمكن رؤيتها على الفور من خلال استخدام العقل.

كتب شوبنهاور، تلميذ فيشته، عنه:
... لأن جوهر الشيء قد فقد مصداقيته للتو، أعد فيشته في الحال نظامًا بدون جوهر الشيء. ونتيجة لذلك، قال انه رفض افتراض أي شيء لم يكن ضمن –وفقط ضمن- تمثيلنا العقلي، وبالتالي السماح للذات العارفة أن تكون الكل في الكل أو أن تنتج  بأي حال كل شيء من مواردها الخاصة. لهذا الغرض، تخلص على الفور من الجزء الأساسي والأجدر في العقيدة الكانطية، وهو التمييز بين ما هو بديهي وما هو استدلالي، وبالتالي التمييز بين الظاهرة وجوهر الشيء. لأنه أعلن أن كل شيء بديهي، بالطبع دون أي أدلة لدعم مثل هذا التأكيد القبيح؛ فقد قدم مغالطات وحتى نماذج زائفة جنونية استتر سخفها تحت قناع العمق وتعذر الفهم الظاهري المنبثق عنها. علاوة على ذلك، لجأ بجرأة وصراحة للحدس الفكري، أي الوحي حقيقةً.